# Santuario di Nenia
Il santuario di Nenia era un tempio antico di Roma, situato sul colle Viminale, nella VI regione augustea, di cui non si conosce l'esatta ubicazione e non sono stati rinvenuti resti.
Era dedicato alla dea Nenia, una dea minore che proteggeva i moribondi e nume tutelare dei canti funebri.

## Ubicazione
Non si conosce l'esatta ubicazione del santuario. Le fonti riportano che il santuario si trovava fuori della Porta Viminale delle Mura Serviane. Indubbiamente, il culto di Nenia era molto antico, ma secondo Georg Wissowa la localizzazione del sacellum di Nenia all'esterno dell'antica cerchia di mura indicherebbe che non rientrava nel cerchio delle prime divinità romane. In una diversa opinione, si riteneva che la localizzazione all'esterno delle mura Serviane fosse comune a tutte le divinità legate alla morte.
Recentemente si è proposta l'identificazione del santuario con un sacello facente parte della necropoli posta fuori Porta Viminale, nell'area corrispondente all'odierna via Magenta. Da tale sito proviene un bronzetto raffigurante una capra, conservato presso la Centrale Montemartini, ritenuto un'offerta votiva a Nenia.